# Jasmin Liechti
Jasmin Liechti (Burgdorf, 9 ottobre 2002) è una pistard e ciclista su strada svizzera.

## Palmares

### Strada
- 2024 (WCC Team, una vittoria)

Campionati svizzeri, Prova a cronometro Under-23

### Pista
- 2023

4 Jours de Genève, Scratch
- 2024

Silbernen Eulen von Ludwigshafen, Corsa a eliminazione
Singen, Omnium

## Piazzamenti

### Competizioni mondiali
- Campionati del mondo su strada

Zurigo 2024 - Cronometro Under-23: 2ª
Zurigo 2024 - Cronometro Elite: 20ª
Zurigo 2024 - Staffetta mista: 8ª
Zurigo 2024 - In linea Elite: 72ª
Zurigo 2024 - In linea Under-23: 10ª
- Campionati del mondo su pista

Glasgow 2023 - Inseguimento individuale: 19ª
Glasgow 2023 - Scratch: 14ª

### Competizioni europee
- Campionati europei su pista

Anadia 2022 - Corsa a eliminazione Under-23: 10ª
Anadia 2022 - Inseguimento individuale Under-23: 14ª
Anadia 2022 - Scratch Under-23: 8ª
Anadia 2022 - Corsa a punti Under-23: 7ª
Anadia 2022 - Omnium Under-23: 17ª
Monaco di Baviera 2022 - Inseguimento individuale: 18ª
Grenchen 2023 - Inseguimento a squadre: 6ª
Anadia 2023 - Inseguimento individuale Under-23: 8ª
Anadia 2023 - Inseguimento a squadre Under-23: 7ª
Anadia 2023 - Omnium Under-23: 16ª
Anadia 2023 - Americana Under-23: 8ª
Apeldoorn 2024 - Inseguimento a squadre: squalificata
Apeldoorn 2024 - Corsa a punti: 15ª
Apeldoorn 2024 - Americana: 9ª
Cottbus 2024 - Inseguimento a squadre Under-23: 2ª
Cottbus 2024 - Omnium Under-23: 4ª
Cottbus 2024 - Americana Under-23: 7ª
- Campionati europei su strada

Anadia 2022 - Staffetta Under-23: 2ª
Anadia 2022 - In linea Under-23: 23ª
Drenthe 2023 - In linea Under-23: 72ª
Limburgo 2024 - Cronometro Under-23: 4ª
Limburgo 2024 - In linea Under-23: 70ª